# Godlewski
Godlewski (forma żeńska: Godlewska; liczba mnoga: Godlewscy) – polskie nazwisko.

## Etymologia
Nazwisko pierwszy raz wzmiankowane w 1455 (Jacobi Godlewsky). Nazwa Godlewski należy do grupy nazwisk odmiejscowych, powstała poprzez dodanie formantu -ski do nazwy miejscowej Godlewo Wielkie, Godlewo. Na Mazowszu występują też nazwy miejscowe: Godlewo-Baćki, Godlewo-Gorzejewo, Godlewo-Gudosze, Godlewo-Kolonia, Godlewo-Mierniki, Godlewo-Milewek, Godlewo-Piętaki, Godlewo-Warsze oraz Godlewo-Łuby.

## Rody szlacheckie
Nazwisko Godlewski nosiło w Rzeczypospolitej kilka rodów szlacheckich. Byli to Godlewscy herbu: Bończa, Gozdawa, Junosza, Kościesza i Lubicz. Jedna rodzina pieczętowała się herbem własnym.

## Znane osoby o nazwisku Godlewski
- Adrianna Godlewska (ur. 1938) – aktorka
- Aleksandra Godlewska (ur. 1974) – aktorka, m.in. odtwórczyni ról w teatrze "Bagatela" oraz w spektaklach Teatru Telewizji
- Jadwiga Godlewska (1871–1957) –  jedna z pierwszych studentek Uniwersytetu Jagiellońskiego, farmaceutka
- Małgorzata Godlewska (ur. 1978) – polska śpiewaczka operowa, kompozytorka, pedagog.
- Ludwika Godlewska (1863–1901) – powieściopisarka
- Adam Godlewski – dziennikarz sportowy
- Aleksander Lech Godlewski (1905–1975) – polski etnograf i antropolog,
- Andrzej Godlewski (1970–2019) – polski dziennikarz, publicysta radiowy
- Antoni Szczęsny Godlewski (1923–1944) – żołnierz powstania warszawskiego
- Arkadiusz Godlewski (ur. 1973) − regionalny polityk samorządowy
- Brunon Godlewski (1924–1989) − emigrant, polski lotnik,
- Edward Godlewski (1895–1945) – dowódca 14 Pułku Ułanów Jazłowieckich, komendant Obszaru Białystok Armii Krajowej i Okręgu Kraków Armii Krajowej
- Emil Godlewski (1847–1930) – profesor botaniki
- Emil Godlewski (1875–1944) – profesor embriologii i biologii Uniwersytetu Jagiellońskiego
- Franciszek Godlewski (ok. 1834–1863) – powstaniec styczniowy
- Jan Godlewski (ur. 1945) – fizyk
- Jan Godlewski (ur. 1941) – architekt
- Jan Nepomucen Godlewski (1865–1945) – ziemianin, lekarz, działacz społeczny
- Jerzy Godlewski (XVII w.) – poseł na sejmy, chorąży czernihowski w latach 1668–1683, miecznik nowogrodzko-siewierski w latach 1659–1669,
- Józef Godlewski (1773–1867) – uczestnik insurekcji kościuszkowskiej, polityk, poseł na sejmy Księstwa Warszawskiego i Królestwa Polskiego
- Józef Godlewski (1867–1936) – ziemianin, poseł na sejm II RP
- Józef Godlewski (1890–1968) – ziemianin, senator II RP
- Julian Godlewski (1903–1983) – prawnik, żołnierz PSZ na Zachodzie, mecenas sztuki polskiej, filantrop, działacz polonijny
- Marceli Godlewski (1865–1945) – ksiądz rz.-kat., działacz Ligi Narodowej, Sprawiedliwy wśród Narodów Świata
- Marek Godlewski (ur. 1965) – sportowiec, piłkarz nożny - obrońca
- Marian Godlewski (1895–1982) – aktor, dyrektor teatrów
- Mariusz Godlewski (ur. 1975) – śpiewak operowy (bas-baryton)
- Mateusz Godlewski (ur. 1997) – sportowiec, szermierz
- Mariusz Jerzy Godlewski (ur.1972)  - wieloletni burmistrz Raciąża, samorządowiec, działacz społeczny
- Michał Godlewski (1872–1956) – ks. rz.-kat., biskup pomocniczy łucki i żytomierski, historyk Kościoła
- Michał Godlewski (1817–1995) – inżynier i pedagog
- Michał Godlewski – weterynarz, dr hab. prof. SGGW
- Michał Alfred Godlewski (1872–1956) – malarz, prof. Akademii Sztuk Pięknych w Pradze, potem w Czerniowcach, właściciel szkoły malarskiej w Wiedniu
- Mikołaj Godlewski (1888–1946) – prawnik, w II RP starosta mławski, płocki, wicewojewoda wołyński, komisaryczny prezydent Łodzi.
- Mścisław Godlewski (1846–1908) – ziemianin, prawnik i publicysta, polityk konserwatywny (realista)
- Piotr Godlewski (1836–1902) – ks. rz.-kat., proboszcz parafii w Latowiczu
- Piotr Godlewski (1929–2010) – powstaniec warszawski, tłumacz literatury czeskiej i słowackiej, związany z wydawnictwami II obiegu
- Piotr Józef Godlewski (XVIII w.) – podczaszy i podstoli łomżyński (1757). sędzia ziemski zambrowski (1767), poseł na sejmy
- Robert Godlewski (ur. 1984) – sportowiec, tenisista
- Stefan Godlewski (XIX w.) – agronom, ziemianin, działacz gospodarczy Galicji
- Stefan Godlewski (1894–1942) – poeta, prozaik, tłumacz literatury francuskiej.
- Tadeusz Godlewski (1878–1921) – fizyk, pionier polskich badań nad promieniotwórczością i radioaktywnością, prof. Politechniki Lwowskiej
- Tadeusz Godlewski (ur. 1937) – nauczyciel i polityk ZChN, poseł na Sejm I kadencji III RP
- Wacław Jan Godlewski (1906–1996) – poeta i tłumacz emigracyjny, profesor
- Wiktor Godlewski (1831–1900) – przyrodnik, ornitolog. technik, powstaniec styczniowy, badacz Bajkału
- Wincenty Godlewski (1888–1942) – ks. rz.-kat., białoruski działacz narodowy
- Władysław Godlewski (1810–1867) – ks. rz.-kat
- Władysław Godlewski (1913–1939) – ziemianin i hodowca
- Włodzimierz Godlewski (ur. 1945) – historyk i archeolog, egiptolog i nubiolog, prof. Uniwersytetu Warszawskiego
- Zbigniew Godlewski (1952–1970) – pracownik Stoczni Gdyńskiej im. Komuny Paryskiej, zastrzelony w czasie wydarzeń grudniowych; o jego śmierci mowa w Balladzie o Janku Wiśniewskim